# Paul Odlin
Paul Odlin, né le 19 septembre 1978 est un coureur cycliste néo-zélandais, ancien membre de l'équipe Subway.

## Palmarès
- 2005
  - 4e étape du Tour de Vineyards
- 2006
  - 1re et 2e (contre-la-montre) étapes du Tour de Canterbury
- 2007
  - 1re étape du Tour de Canterbury (contre-la-montre)
  - Benchmark Homes Series
  - 3e du Tour de Canterbury
  -  Médaillé de bronze au championnat d'Océanie sur route
- 2008
  - 1re étape du Tour de Vineyards
  - 5e étape du Tour de Wellington
  - 3e étape des Benchmark Homes Series
  - GrapeRide
  - 2e du championnat de Nouvelle-Zélande du contre-la-montre
  - 3e des Benchmark Homes Series
- 2009
  - 6e étape des Benchmark Homes Series
- 2010
  - 1re étape du Tour de Southland (contre-la-montre par équipes)
- 2011
  - GrapeRide
  - 4e étape des Benchmark Homes Series
- 2012
  - UCI Oceania Tour
  -  Champion d'Océanie sur route
  -  Champion de Nouvelle-Zélande du contre-la-montre
  - Around Brunner Cycle Ride
  - 5eb étape du Tour de Nouvelle-Calédonie
  -  Médaillé d'argent au championnat d'Océanie du contre-la-montre
  - 2e de Le Race
- 2013
  -  Champion d'Océanie du contre-la-montre
  - 2e du championnat de Nouvelle-Zélande du contre-la-montre
- 2017
  - 2e étape des Calder Stewart Series
  - Sefton Classic
  - Prologue du Tour de Southland (contre-la-montre par équipes)
  - 3e des Calder Stewart Series
- 2018
  - 5e étape des Calder Stewart Series
  - Prologue du Tour de Southland (contre-la-montre par équipes)
  - 2e des Calder Stewart Series
- 2019
  - 2e étape des Calder Stewart Series
  - 3e des Calder Stewart Series

## Classements mondiaux
| Année            | 2008 | 2009 | 2010 | 2011 | 2012 | 2013 | 2014 | 2015 | 2016 | 2017 | 2018 |
| ---------------- | ---- | ---- | ---- | ---- | ---- | ---- | ---- | ---- | ---- | ---- | ---- |
| UCI Oceania Tour | 4e   | 46e  | 66e  |      | 1er  | 9e   |      |      | 66e  | 88e  | 63e  |